# Teesdalia coronopifolia
Teesdalia coronopifolia là một loài thực vật có hoa trong họ Cải. Loài này được (J.P.Bergeret) Thell. miêu tả khoa học đầu tiên năm 1912.